# Odyseusz (krater)
Odyseusz – duży krater uderzeniowy znajdujący się na księżycu Saturna – Tetydzie. Jego średnica wynosi około 400 km, co stanowi prawie dwie piąte średnicy samej Tetydy. Uderzenie meteorytu, które doprowadziło do powstania krateru, nie spowodowało zniszczenia księżyca. Obecnie jest dosyć płaski (dostosował się do poziomu Tetydy). Oprócz niego innym z ważniejszych kraterów jest Melanthius na południe od Odyseusza.